# Абиш, Уолтер
Уолтер Абиш (англ. Walter Abish; 24 декабря 1931[…], Вена — 28 мая 2022, Манхэттен, Нью-Йорк) — американский писатель.

## Биография
Уолтер Абиш родился в Вене в семье Адольфа и Фриды Абиш. Его семья бежала от нацистов в Италию, затем в Шанхай, в 1949 году приехала в Израиль. Абиш служил в ЦАХАЛе (1949—1951), развил интерес к архитектуре и писательской деятельности. В 1957 году иммигрировал в США, в 1960 году получил американское гражданство. С 1975 года преподавал английский язык в ряде университетов и колледжей восточных штатов, был приглашённым профессором в Йельском и Брауновском университетах.
Его творчество богато новациями и экспериментами. Так, его повесть «Alphabetical Africa» 1974 года построена по принципу алфавита: первая глава содержит только слова, начинающиеся с «А», во второй использованы слова, начинающиеся с «А» и «B», и так далее.

Ages ago, Alex, Allen and Alva arrived at Antibes, and Alva allowing all, allowing anyone, against Alex’s admonition against Allen’s angry assertion: another African amusement… anyhow, as all argues, an awesome African army assembled and arduously advanced against an African anthill, assiduously annihilating ant after ant, and afterwards, Alex astonishingly accuses Albert as also accepting Africa’s antipodal and annexation.— Уолтер Абиш, «Алфавитная Африка»
Одной из лучших работ Абиша считается многослойный роман «Сколь это по-немецки» (1980), рассказывающий о послевоенной Германии и её прошлом. Первой опубликованной работой Абиша был сборник стихов «Место поединка» (1970), последней — мемуары «Двойное зрение» (2004).
Скончался 28 мая 2022 года.

## Признание
Лауреат Премий Гуггенхайма и фонда Мак-Артуров, награды Фолкнера.

## Избранное
- Duel Site (1970, поэзия)
- Alphabetical Africa (1974, повесть)
- Minds Meet (1975, рассказы)
- In the Future Perfect (1977, рассказы)
- How German Is It (1980, роман)
- 99: The New Meaning (1990)
- Eclipse Fever (1993, повесть)
- Double Vision: A Self-Portrait (2004, мемуары)

## На русском языке
- В совершенном будущем: Рассказы. Сколь это по-немецки: Роман / Предисловие Малкольма Брэдбери. Сост., посл., пер. с англ. Виктора Лапицкого. — СПб.: Симпозиум, 2000